# Skoki do wody na Letnich Igrzyskach Olimpijskich 2020 – wieża 10 m synchronicznie kobiet
Konkurs kobiet w synchronicznych skokach do wody z wieży 10 m podczas XXXII Letnich Igrzysk Olimpijskich w Tokio odbył się w dniu 27 lipca 2021. Do rywalizacji przystąpiło 16 sportowców z 8 krajów. Areną zawodów było Tokyo Aquatics Centre. Mistrzyniami olimpijskimi zostały Chinki Chen Yuxi i Zhang Jiaqi, wicemistrzyniami Amerykanki Delaney Schnell i Jessica Parratto, a brąz zdobyły Meksykanki Gabriela Agúndez i Alejandra Orozco.
Był to VI olimpijski konkurs synchronicznych skoków do wody z wieży 10 m kobiet.

## Terminarz
godziny zostały podane w czasie japońskim (UTC+9)
| Data          | Godzina | Runda |
| ------------- | ------- | ----- |
| 27 lipca 2021 | 15:00   | Finał |

## System rozgrywek
Konkurs składał się z jednej rundy, w której zawodniczki miały do oddania pięć skoków, z których każdy musiał należeć do innej z sześciu grup:
- skok w przód
- skok w tył
- delfin
- auerbach
- śruba
- skok ze stania na rękach[1]

Pozycja była ustalona według sumy ocen za wszystkie 5 skoków.

## Wyniki
| złoto  | Chen Yuxi Zhang Jiaqi             | Chiny             | 53.40 | 57.60 | 81.90 | 86.40 | 84.48 | 363.78 |
| srebro | Delaney Schnell Jessica Parratto  | Stany Zjednoczone | 45.00 | 46.80 | 70.20 | 70.08 | 78.72 | 310.80 |
| brąz   | Gabriela Agúndez Alejandra Orozco | Meksyk            | 47.40 | 43.80 | 69.30 | 68.16 | 71.04 | 299.70 |
| 4      | Meaghan Benfeito Caeli McKay      | Kanada            | 49.20 | 51.60 | 71.04 | 51.48 | 75.84 | 299.16 |
| 5      | Tina Punzel Christina Wassen      | Niemcy            | 46.80 | 47.40 | 69.12 | 58.50 | 71.04 | 292.86 |
| 6      | Matsuri Arai Minami Itahashi      | Japonia           | 46.20 | 48.00 | 64.68 | 71.10 | 61.44 | 291.42 |
| 7      | Eden Cheng Lois Toulson           | Wielka Brytania   | 43.20 | 47.40 | 58.50 | 71.04 | 69.12 | 289.26 |
| 8      | Pandelela Rinong Leong Mun Yee    | Malezja           | 50.40 | 49.80 | 54.90 | 64.32 | 58.56 | 277.98 |